# Gardez-les sous les verrous
Pour plus de détails, voir Fiche technique et Distribution.
Gardez-les sous les verrous (titre original : Don't Turn 'Em Loose) est un film américain réalisé par Benjamin Stoloff, sorti en 1936.

## Synopsis
Bob Webster, alias Bat Williams, est un criminel de carrière qui garde sa famille dans l'ignorance de la carrière qu'il a choisie en se faisant passer pour un ingénieur souvent absent dans différentes parties du monde pour des missions. Il utilise ce stratagème non seulement pour se déguiser lorsqu'il est hors de la ville engagé dans des activités criminelles mais aussi pour couvrir les fois où il a été condamné à la prison. Après avoir reçu une libération conditionnelle de prison, il rejoint son gang, dont fait partie Grace Forbes, pour cambrioler une crémerie. Un braquage au cours duquel ils tuent un employé qui pouvait les identifier.
Après le vol, Williams quitte le gang et retourne chez sa famille dans le nord de l'État de New York. Son père, John, sa mère, Helen, et sa sœur, Mildred, pensent tous au monde de Williams. Pendant ses séjours en prison, il envoie l'un des autres membres du gang dans différents endroits éloignés, afin d'envoyer une carte postale à sa famille, prétendant qu'il y travaille comme ingénieur. Au cours de sa visite, il surprend son père au téléphone avec le gouverneur, qui demande à John de siéger à la commission des libérations conditionnelles de l'État. Craignant d'être découvert, Williams essaie de convaincre son père de ne pas siéger au conseil d'administration, mais John ne s'engagera pas dans un sens ou dans l'autre. Dans sa ville natale de Barlow, il rencontre également son ancienne petite amie, Letty Graves. Pour impressionner Letty, Williams fait irruption dans une bijouterie et vole un bracelet,
Pendant ce temps, le détective Daniels poursuit Williams et sa bande. Il rattrape Grace, qui a une liaison dans le dos de Williams avec un autre membre du gang, Al. Daniels menace Grace d'exposer l'affaire à Williams, si elle n'aide pas à attirer Williams dans un piège. Afin de se sauver, elle double Williams et Daniels est capable de l'arrêter et de le renvoyer en prison. Sachant que c'est Grace qui l'a abandonné, Williams s'échappe secrètement de prison et la retrouve, la tuant. Il retourne ensuite en prison en faisant du stop dans un camion, avant que quiconque ne remarque qu'il est parti. Encore une fois pour empêcher l'identification, il plante une bombe dans le camion, qui explose après l'avoir déposé près de la prison, tuant le chauffeur.
Au moment de son audience de libération conditionnelle, il est surpris d'apprendre que son père siège au conseil. John est également surpris que le criminel endurci, Bat Williams, et son fils Bob ne fassent qu'un. John penche pour voter contre la libération conditionnelle, mais Williams le menace de laisser le scandale à son sujet devenir public. Cela ruinerait le prochain mariage de Mildred. John cède et vote pour la libération conditionnelle, mais pas avant qu'il n'apprenne à Williams qu'il quittera le pays une fois libéré. Au lieu de fuir le pays, il retourne à Barlow, où il envisage de voler la masse salariale de l'entreprise du père de Lettie. Cependant, le détective Daniels suit Williams jusqu'à l'entreprise la nuit, où il interrompt Williams pendant le vol. Williams renverse Daniels et est sur le point de lui tirer dessus, lorsque John se présente. Il avait suspecté que son fils manigançait quelque chose et l'avait également suivi cette nuit-là. Pour empêcher son fils de tirer sur Daniels, il est obligé de tirer sur Williams lui-même. Daniels emmène Williams pour que John n'ait pas à voir son fils mourir. John garde le secret de la vie et de la mort de Bob caché du reste de la famille.

## Fiche technique
- Titre français : Gardez-les sous les verrous
- Titre original : Don't Turn 'Em Loose
- Réalisation : Benjamin Stoloff
- Scénario : Harry Segall et Ferdinand Reyher
- Photographie : Jack MacKenzie
- Montage : William Morgan
- Société de production : RKO Pictures
- Pays de production :  États-Unis
- Langue : anglais américain
- Format : noir et blanc — 35 mm — 1,33:1 — son : mono (RCA Victor System)
- Genre : drame policier
- Durée : 65 min
- Date de sortie : 18 septembre 1936

## Distribution
- Lewis Stone : John Webster
- James Gleason : détective Daniels
- Bruce Cabot : Robert Webster alias Bat Williams
- Louise Latimer : Letty Graves
- Betty Grable : Mildred Webster
- Grace Bradley : Grace Forbes
- Nella Walker : Helen Webster
- John Arledge : Walter Clifford
- Frank Jenks : Pete
- Gordon Jones : Joe Graves
- Alan Curtis : le préposé au mariage
- Fern Emmett : Hattie
- Arthur Hoyt : le juge
- John Ince :  membre du conseil d'administration
- Frank Mayo : membre du conseil d'administration
- Carroll Nye : policier
- Frank O'Connor : gardien de prison
- Charles Richman : Paul, le gouverneur
- Frank M. Thomas : l'avocat Pierce